# Trichobius parasiticus
Trichobius parasiticus är en tvåvingeart som beskrevs av Paul Gervais 1844. Trichobius parasiticus ingår i släktet Trichobius och familjen lusflugor. Inga underarter finns listade i Catalogue of Life.